# STS-32
STS-32 — космический полёт MTKK «Колумбия» по программе «Спейс Шаттл» (33-й полёт программы и 9-й полёт Колумбии), целью которого были запуск спутника Синком (Synkom IV-F5, известный так же как Leasat 5) и возвращение модуля исследования длительной экспозиции LDEF запущенного миссией MTKK «Челленджер» STS-41C в 1984 году.

## Экипаж
- (НАСА): Дэниел Бранденстайн (3)[3] — командир;
- (НАСА): Джеймс Уэзерби (1) — пилот;
- (НАСА): Бонни Данбар (2) — специалист полёта-1;
- (НАСА): Джордж Лоу (1) — специалист полёта-2;
- (НАСА): Марша Айвинс (1) — специалист полёта-3.

## Параметры полёта
- Масса аппарата
  - при старте — 116 117 кг;
  - при посадке — 103 571 кг;
- Грузоподъёмность — 12 014 кг;
- Наклонение орбиты — 28,5°;
- Период обращения — 91,1 мин;
- Перигей — 296 км;
- Апогей — 361 км.

## Эмблема
На эмблеме миссии STS-32 изображены встреча орбитального корабля со спутником LDEF (ниже шаттла) и стартующий спутник Syncom, после успешного запуска на геосинхронную орбиту. Пять звёзд по обе стороны шаттла (три слева и две справа) обозначают номер миссии (32). Семь стилизованных лучей Солнца являются напоминанием о погибших членах экипажа «Челленджера».